# Store Langøyni
Store Langøyni est une île norvégienne du comté de Hordaland appartenant administrativement à Frekhaug.

## Description
Rocheuse et couverte d'arbres, elle s'étend sur environ 594 m de longueur pour une largeur approximative de 157 m.